# 川田川
川田川（かわたがわ）は、徳島県を流れる吉野川水系の一級河川である。

## 地理
吉野川市美郷（旧麻植郡美郷村奥野々）の奥野々山（1159m）に源流があり、吉野川まで注ぐ。
また近年では美郷村で天然記念物のゲンジボタルが川の清流水質の回復と共に戻ってきた。一帯は「美郷のホタルおよび発生地」として国の天然記念物に指定されている。毎年5月下旬から6月中旬にかけては、川田川一帯で美郷ほたるまつりが開催される。

## 歴史
1828年（文政11年）に現在の様な吉野川に直流させる為の大規模な堤防をつくった為、危険にさらされる地域が生じ反対運動が起こった。1925年（大正14年）8月は、吉野川に直流する位置を変更した為、昔の面影は一部分でしか見られなくなった。
また国道に瀬詰橋が建設されて、その様相が一変した。現在では川田川に堤防ができた為に、ほたる川は川田川との連絡が絶えてしまっていたが、それまでは鉄道の北側を東へ流れほたる川となって吉野川に注いでいた。

## 支流
- 奥野井谷川
- 東山谷川
- 平山谷川
- 飴屋川
- 岩谷川

## 自然景勝地
- 母衣暮露滝
- 蛍ヶ滝（奥野井谷川）
- 高越山
- 紅簾峡
- 名越峡

## 流域の自治体
徳島県
吉野川市